# Viktor Bykov
Viktor Nikolayevich Bykov (em russo:  Виктор Николаевич Быков) (nascido em 19 de fevereiro de 1945) é um ex-ciclista soviético.
Bykov competiu para a União Soviética nos Jogos Olímpicos de Verão de 1968 e 1972.